# Metrovalencia
Metrovalencia je městská železniční síť, zahrnující i tramvaje, která obsluhuje Valencii a její metropolitní oblast. Jedná se o rozsáhlou příměstskou síť, která protíná město Valencii s předměstím. Unikátní systém kombinuje železnici, metro a tramvajový provoz.
Síť se skládá z více než 161,7 km tras, z nichž 29,8 km vede pod zemí, a 147 stanic.

## Budoucnost
Linka 9 má být prodloužena do centra Riba-roja de Túria. Mezi stanicemi Bailén a Alameda bude vybudován tunel s novou stanicí poblíž radnice ve Valencii. Linka 10 bude prodloužena severně od konečné stanice Natzaret k valencijskému přístavu a pláži Malvarosa. Plánují se další tři linky. Z nich linka 12 využije část trati linky 10 a přidá 4 nové stanice.